# Nicolas Gezelle
Nicolas Gezelle (27 maart 1986) is een Belgische voormalig voetbalspeler die als aanvaller speelde.

## Loopbaan
Hij speelde in zijn jeugdjaren bij KV Kortrijk en kreeg zijn kans in het eerste elftal. Ook in het seizoen 2006-2007 zat hij in de A-kern. Hij was na de eerste periode van de competitie de Kortrijkse topschutter met zes doelpunten in tien wedstrijden. Gezelle stond in dat seizoen vooral bekend om zijn afstandsschot. Trainer Hein Vanhaezebrouck beloonde hem met een basisplaats, maar door zwakkere prestaties en de comeback van Aloys Nong werd hij opnieuw naar de bank verwezen. In het seizoen 2007-2008 kwam hij niet in actie wegens blessure. In het tussenseizoen maakte Nicolas de overstap naar KMSK Deinze waar hij een eenjarig contract tekende. Aan het eind van het seizoen verliet Gezelle Deinze. Hij tekende een contract voor 2 seizoenen bij derdeklasser Racing Waregem. Later kwam hij uit voor FC Gullegem en SC Toekomst Menen.